# 게오르크 포르스터
요한 게오르크 아담 포르스터(독일어: Johann Georg Adam Forster, 1754년 11월 27일 ~ 1794년 1월 10일)는 독일의 박물학자, 민족학자, 여행작가, 언론인, 혁명가이다. 어린 나이에 아버지인 요한 라인홀트 포르스터를 따라 제임스 쿡의 2차 태평양 항해 등 과학 탐험에 참여했으며 그가 쿡의 세계 일주 항해 중에 남긴 기록은 폴리네시아의 원주민에 대한 민족학 연구에 큰 공헌을 세웠다. 포르스터는 이 폴리네시아 민족학에 대한 기록으로 22세의 나이로 왕립학회의 회원이 되었으며 근대의 과학 여행 문학의 창시자 중 한 사람으로 추앙받았다.
유럽으로 돌아온 후에도 학문 활동에 몸담았으며, 1777년에 프랑스의 파리를 여행했을 때 미국의 혁명가 벤저민 프랭클린을 만나 그와 토론을 벌이기도 했다. 이후 카셀의 콜레기움 카롤리눔(1778–84)과 빌나 아카데미(현재의 빌뉴스 대학교)에서 박물학을 가르쳤으며(1784–87), 1788년에 마인츠 대학교의 도서관장으로 취임했다. 이 시기의 과학 활동에는 식물학과 민족학에 대한 에세이 집필 활동에 힘썼으며 쿡의 일지를 독일어로 번역하는 등 여행과 탐험에 관련된 책을 번역하거나 서문을 쓰기도 했다.
포르스터는 독일 계몽주의의 주요 인물 중 한 명이었고, 친구인 게오르크 크리스토프 리히텐베르크 등을 포함한 여러 지지자들과 서신을 주고받기도 했다. 19세기의 위대한 과학자 중 한 사람인 알렉산더 폰 훔볼트는 포르스터의 사상과 학문적 관점에 대한 영향을 받았다. 1792년에 마인츠가 프랑스령이 되자 마인츠에 공화정을 수립하려는 초기 독일 공화주의자들이 주도한 자코뱅 조직의 창설 구성원이 되었다. 1793년 7월 파리에 신생 마인츠 공화국 대표로 체류 중에 프로이센과 오스트리아의 연합군이 마인츠를 점령하자 프로이센은 포르스터가 법의 보호를 받을 수 없다고 선언하였다. 이로 인해 독일에 있는 가족과 친구들을 만나지 못한 채, 1794년 초에 파리에서 병사했다.